# Parafia św. Anny w Jaszunach
Parafia św. Anny w Jaszunach (lit. Šv. Onos parapija) – parafia rzymskokatolicka administracyjnie należąca do dekanatu solecznickiego archidiecezji wileńskiej. Według stanu na maj 2024 proboszczem parafii był ks. Tadeuš Aleksandrovič. 